# Даррел Мітчелл
Даррел Мітчелл (нар. 3 травня 1984, Нью-Іберія, Луїзіана) — американський баскетболіст. Захисник «Монако» (ліга Pro B, тобто другий дивізіон Франції).
Виступав, зокрема за такі клуби, як «Галатасарай» (Туреччина), «Остенде» (Бельгія), «Хімік», «Політехніка-Галичина», «Донецьк» (усі — Україна), «По-Ортез» (Франція).

## Кар'єра
В університетській лізі NCAA виступав за команду LSU Tigers (Університет штату Луїзіана). У драфті НБА 2006 року його не вибрав жоден клуб.
У сезоні 2006/07 виступав за «Галатасарай».